# Elaeocarpus harmandii
Elaeocarpus harmandii är en tvåhjärtbladig växtart som beskrevs av Jean Baptiste Louis Pierre. Elaeocarpus harmandii ingår i släktet Elaeocarpus och familjen Elaeocarpaceae. Inga underarter finns listade i Catalogue of Life.